# 노자형
노자형(盧自亨, 1414년 ~ 1490년)은 조선의 문신이다. 본관은 광주(光州)이며, 전라도 장흥(長興) 출신이다.
1450년(문종 즉위년) 식년 문과에 급제하였다.
노자형은 성품이 경개(耿介)하고 학술(學術)이 순정(醇正)한데, 일찍이 작은 병으로써 벼슬을 사양하고 영진(榮進)을 구하지 아니하였다. 임금이 그 이름을 듣고 불러서, 1477년(성종 8) 성균관 사예(成均館司藝)에 임명하여 후진을 가르치게 하니, 성취한 바가 많았다. 여러 벼슬을 거쳐 1482년 통정대부(通政大夫) 성균관 대사성(大司成)에 이르렀다. 만 70살의 나이로 사직을 청하였으나 허락받지 못하였다가 왼쪽 다리로 걷기에 불편한 병이 있다는 이유로 한가로운 벼슬을 받아 수양하였다. 1488년 절충장군(折衝將軍) 첨지중추부사(僉知中樞府事)가 되었다. 1489년 벼슬을 버리고 전리(田里)로 돌아가자 관생(館生)과 진신(搢紳)으로서 일찍이 수업(受業)한 자가 동쪽 교외(郊外)에 나와서 전송하는데, 관개(冠蓋)가 가득하게 넘치니, 당시 사람들로부터 존경을 받았다.